# Léon Thiébaut
Pour les articles homonymes, voir Thiébaut.
Léon Thiébaut (19 novembre 1880, Paris – 13 octobre 1956, Paris), est un escrimeur français ayant pour armes l'épée, le fleuret et le sabre.

## Carrière
Léon Thiébaut participe aux épreuves individuelles des trois armes (épée, fleuret et sabre)  ainsi qu'à celle de maîtres d'arme et d'amateurs lors des Jeux olympiques d'été de 1900 à Paris et remporte avec le sabre la médaille d'argent.